# Catocala lincolnana
Catocala lincolnana là một loài bướm đêm thuộc họ Erebidae. Nó được tìm thấy ở North Carolina phía nam đến Florida và phía tây qua Arkansas tới Texas.
Sải cánh dài 40–50 mm. Con trưởng thành bay từ tháng 5 đến tháng 6. Có một lứa một năm.
Ấu trùng ăn Crataegus.